# Takéo (província)
Takéo é uma província localizada no sul do Camboja. Sua capital é a cidade de Takéo. Possui uma área de 3.563 km². Em 2008, sua população era de 843.931 habitantes.
A província está subdividida em 10 distritos:
- 2101 Angkor Borei
- 2102 Bathi
- 2103 Bourei Cholsar
- 2104 Kiri Vong
- 2105 Kaoh Andaet
- 2106 Prey Kabbas
- 2107 Samraŏng
- 2108 Doun Kaev
- 2109 Tram Kak
- 2110 Treang